# Fregenal de la Sierra
Fregenal de la Sierra és un municipi de la província de Badajoz, a la comunitat autònoma d'Extremadura.

## Història
La vila es va atorgar als Templers després de la presa de Sevilla en 1248, i van construir el Castell de Fregenal de la Sierra.
Cal citar de Fregenal de la Sierra, el convent que fou de religiosos de Sant Francesc, fundat el 1563, en la qual part conservada s'hi trobava la Casa de Correus, fent-se notar el pati, de pedra, claustrat, de sever classicisme en la seva arquitectura i columnes d'orde toscà; el convent de Santa Clara, construït el 1637, amb església del segle xvi, de senzilla tresa clàssica, dues portades en una mateixa façana, ambdues amb frontis partit i una fornícula i interior d'una nau, d'orde compost, i retaule d'estil barroc, daurat, església en la que es conserven una interessant escultura de fang de La Verge amb el Nen, en la que són de notar el realisme una mica sec de les figures i el plegat angulós, a la manera gòtica, dels plecs de roba, obra de José Gestoso atribuïda a l'escultor Lorenzo Mercadante de Bretanya, i alguns quadres, entre els quals destaquen com a més notables una Mort de santa Catalina, de l'escola de Murillo i un Sant Andreu, d'estil italià, que recorda la pintura veneciana; l'església i el que fou Col·legi de la Companyia de Jesús, fundat per Alonso de la Paz el 1597, auster edifici de pedra del segle xvii, d'una nau, amb cúpula, retaule principal de tresat clàssic i els laterals barrocs i daurats; el sepulcre del fundador amb el seu escut, un altre de la seva família i una tribuna amb gelosia de bella talla barroca; la casa rectoral de Santa Maria, donada a l'església per Carlos de Bazán, ambaixador a Venècia, obra del segle xvi i en la façana del qual hi campeja un escut heràldic.

## Ermita de Nuestra Señora de los Remedios

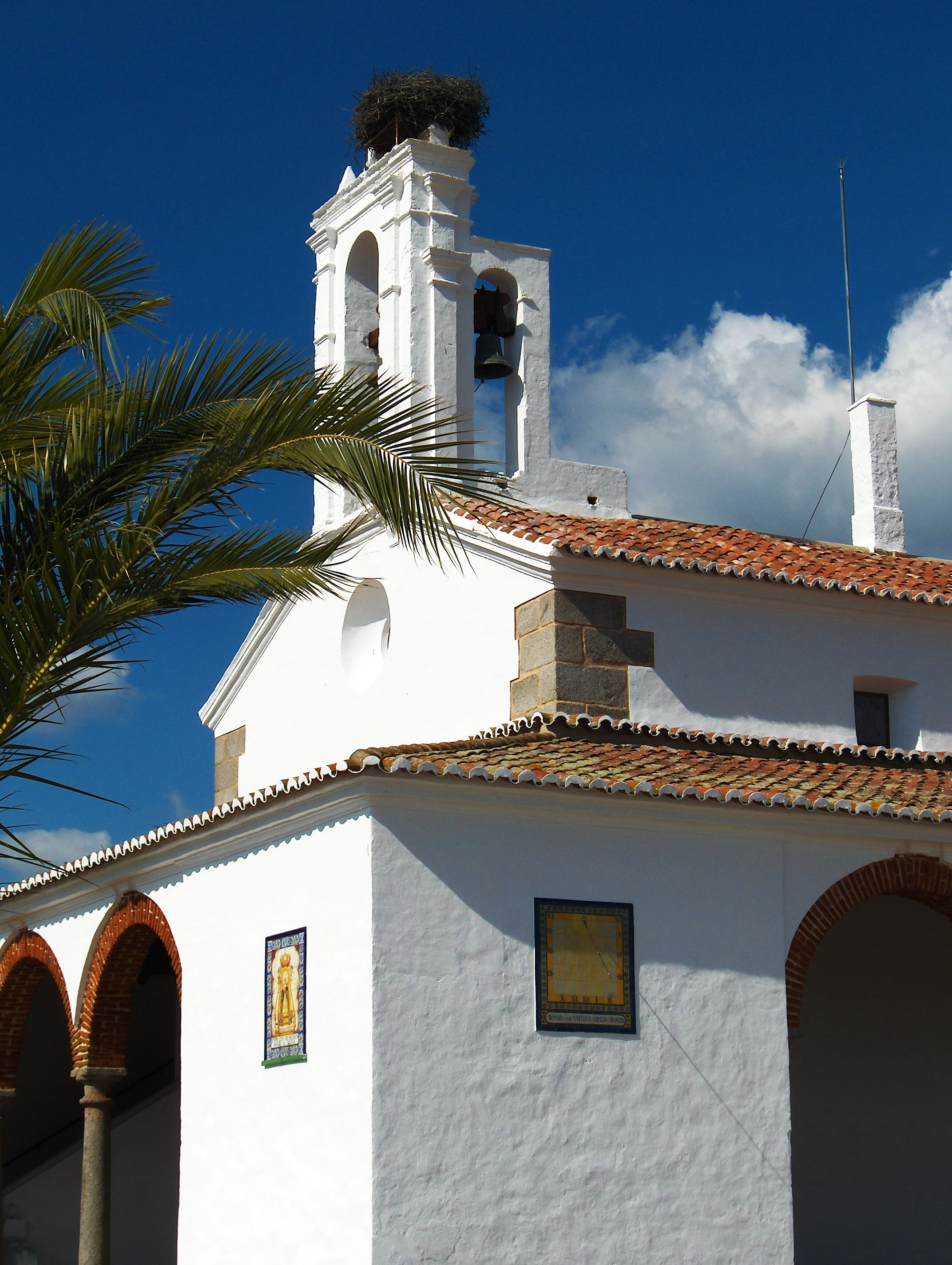
Santuario de Ntra. Sra. de los Remedios de finals del on es troba la imatge patrona de Fregenal, la Virgen de los Remedios

A uns 6 km. de Fregenal de la Sierra, s'hi troba l'ermita de Nuestra Señora de los Remedios, objecte de pietosa romeria; consta d'una nau i dues cúpules a la capçalera, la més alta corresponent al cambril, quadrat amb la seva cúpula, que recorda al de Guadalupe pel seu tresat i decorat; és ric, de gust barroc, i al mig, sobre l'altar, la imatge de la Verge vestida, destacant-se en el fons una vidriera moderna de Mauméjean, que representa L'Anunciació. És curiosa la galeria dels Miracles, en els que hi abunden els quadres de factura primitiva i multitud d'objectes i ex-vots que ha anat reunint allà la pietat de moltes generacions. Paral·lelament a la nau hi ha els refectoris pels que acudeixen a la romeria, i entre aquests hi ha una col·lecció de 18 retrats de fills il·lustres de la localitat.

## Personatges il·lustres
- Benito Arias Montano (1527 - 1598), religiós, humanista, teòleg, bibliòleg i poeta
- Juan Bravo Murillo (1803 - 1873), polític, jurista i economista